# ریکو کوبایاشی
ریکو کوبایاشی (انگلیسی: Riku Kobayashi؛ زادهٔ ۲ اوت ۲۰۰۱) بازیکن فوتبال است.
از باشگاه‌هایی که در آن بازی کرده‌است می‌توان به باشگاه فوتبال توکیو اشاره کرد.